# Olesówka
Olesówka – niewielka polana w Pieninach. Należy do Krościenka nad Dunajcem w województwie małopolskim, w powiecie nowotarskim. Znajduje się po wschodniej stronie źródła Łonnego Potoku na wysokości około 600–640 m n.p.m.na obszarze Pienińskiego Parku Narodowego.
Olesówka, podobnie jak inne łąki pienińskie charakteryzowała się dużym bogactwem gatunków storczyków. Podczas monitoringu w latach 1986–1988 znaleziono tu jednak tylko jeden ich gatunek – mieszańca Dactylorhiza x braunii. Przyczyną zanikania storczyków na pienińskich polanach i łąkach jest zaprzestanie ich użytkowania, zmiany w sposobie użytkowania lub budowa ujęć wody powodujących osuszenie terenu. W latach 1987–1988 znaleziono tu natomiast bardzo rzadki, w Polsce wymierający gatunek porostu – brunatkę miseczkowatą Buellia disciformis, narażoną na wymarcie płaskotkę rozlaną Parmeliopsis ambigua i rzadkiego pismaczka czarniawego Alyxoria ochrocheila.